# 변신 이야기

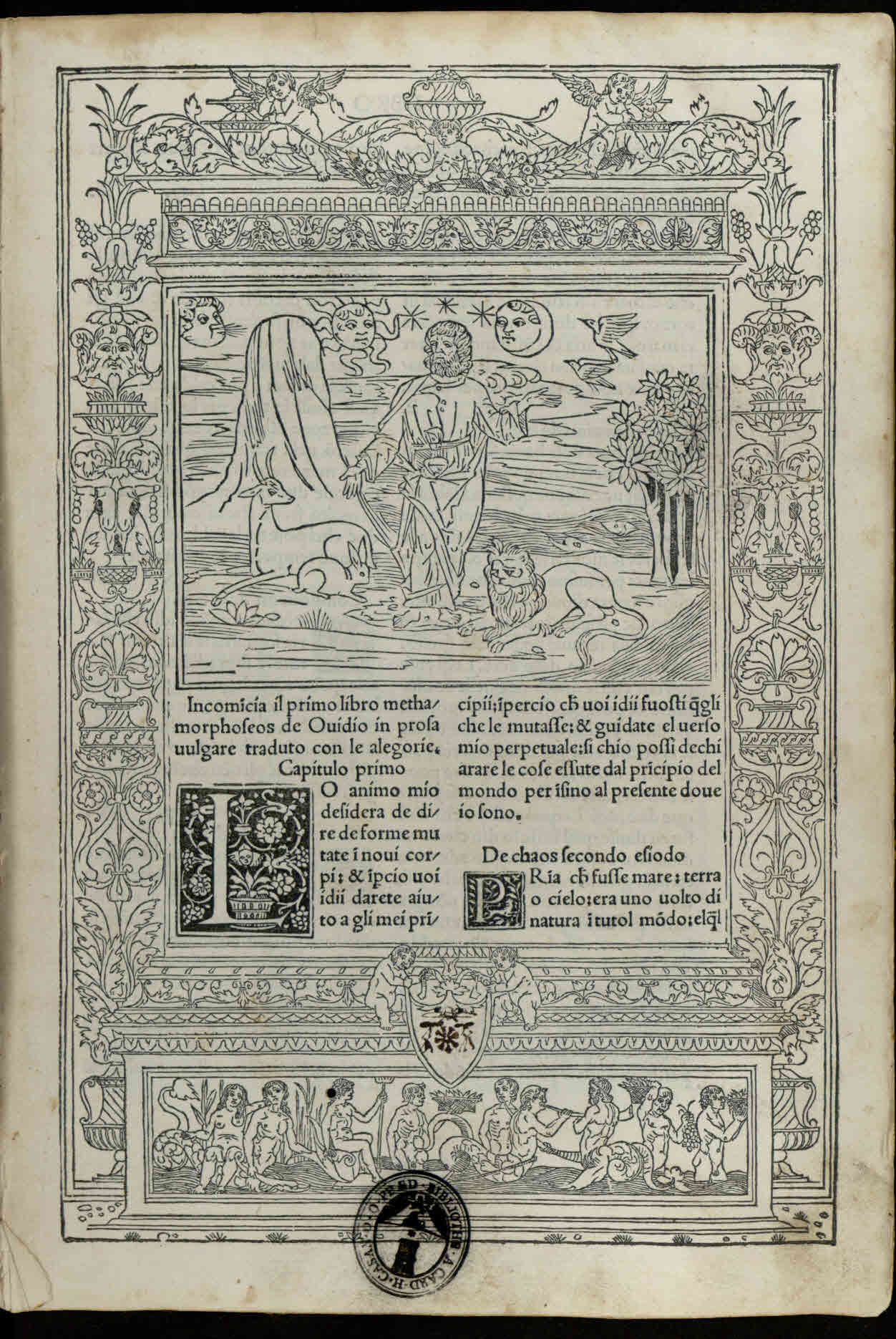
루칸토니오 준티가 1497년 베네치아에서 출판한 오비디우스의 《변신 이야기》

《변신 이야기》(라틴어: Metamorphōseōn librī 메타모르포세온 리브리[*])는 로마의 시인 오비디우스가 기원후 8년에 쓴 라틴어 이야기 시로, 오비디우스의 대표작으로 손꼽힌다. 11,995행의 열다섯 권, 250여 가지가 넘는 그리스 로마 신화로 이루어진 이 시는 느슨한 신화역사적 틀 안에서 가이아의 천지창조부터 율리우스 카이사르의 신격화에 이르는 세계의 역사를 연대순으로 기록하고 있다.
서사시의 기준에는 충족하지만 이 시는 단순한 장르 분류로는 설명하기 힘들 정도로 다양한 주제와 논조를 사용한다. 오비디우스는 변신시 장르에서 영감을 얻었고, 《변신 이야기》의 일부는 같은 신화에 대한 이전의 표현에서 유래한 것도 있다. 그러나 그가 본보기로 삼은 모든 것과 두드러지게 다른 점이 나타난다.
서양 문화에서 가장 영향력 있는 작품 중 하나인 《변신 이야기》는 단테 알리기에리, 조반니 보카치오, 제프리 초서, 윌리엄 셰익스피어와 같은 작가들에게 영감을 주었다. 이 시의 수많은 삽화가 호평을 받는 조각과 회화, 음악 작품으로 묘사되어 왔다. 르네상스 이후 오비디우스에 대한 관심은 희미해졌지만, 20세기 말부터 그의 작품이 다시 주목받기 시작했다. 오늘날 《변신 이야기》는 다양한 매체를 통해 각색되며 영감을 주고 있다. 1480년 윌리엄 캑스턴이 처음으로 이 작품을 영어로 번역하여 출판한 이래 수많은 언어로 번역이 이루어졌다.

## 내용
학자들은 《변신 이야기》를 어느 한 장르에 국한시키는 것이 어렵다고 보았다. 이 시는 서사시나 서사의 한 종류(반서사시 혹은 모의 서사시 등), 에필리온 같은 작은 형태로 된 일련의 예시를 끌어모은 콜렉티프게디히트, 연달아 이어지는 각 장르의 견본, 혹은 범주화를 거부하는 단순한 이야기 등으로 간주되어 왔다.
이 시는 서사시의 기준을 충족하는 것으로 여겨지는데, 상당히 긴 분량으로 열다섯 권에 걸쳐 250가지 이상의 이야기가 들어있으며, 고대 《일리아스》와 《오디세이아》, 보다 현대적 서사시인 《아이네이스》의 운율인 3음보 6보격으로 구성되어 있고, 문학성이 높은 신화를 주제로 다루기 때문이다. 그러나 이 시는 "사실상 모든 문학 종류의 주제를 다루고 논조도 사용하고 있으며", 그 범위는 서사시와 애가에서부터 비극과 목가에까지 이른다. G. 칼 갈린스키는 장르 논쟁에 대해 언급하며 다음의 의견을 피력하였다."... 《변신 이야기》에 어떤 장르의 꼬리표를 다는 것은 잘못된 판단일 것이다."
《변신 이야기》는 세계의 창조를 시작으로 오비디우스가 태어나기 불과 1년 전인 율리우스 카이사르의 죽음까지를 상술하는 포괄적 연대기로, 기원전 1세기에 중요시된 보편사 작품들과 비교되어 왔다. 겉보기에는 끊어지지 않는 연대기지만, 학자 브룩스 오티스는 이 이야기가 다음의 네 부분으로 나누어짐을 밝혔다.
- 제1권 – 제2권(끝, 875행): 신성한 희극
- 제3권 – 제6권, 400행: 복수하는 신들
- 제6권, 401행 – 제11권(끝, 795행): 사랑의 파토스
- 제12권 – 제15권 (끝, 879행): 로마와 신격화된 통치자

### 권
- 제1권 – 창조, 인간의 시대, 대홍수, 데우칼리온과 피르라, 아폴로와 다프네, 이오, 파에톤.
- 제2권 – 파에톤(이어서), 칼리스토, 큰까마귀와 까마귀, 오키로에, 메르쿠리우스와 바투스, 아글라우로스의 질투, 유피테르와 에우로파.
- 제3권 – 카드무스, 디아나와 악타이온, 세멜레와 바쿠스의 탄생, 티레시아스, 나르키소스와 에코, 펜테우스와 바쿠스.
- 제4권 – 미니아스의 딸들, 피라무스와 티스베, 사랑에 빠진 태양, 살마키스와 헤르마프로디토스, 미니아스의 딸들의 변신, 아타마스와 이노, 카드무스의 변신, 페르세우스와 안드로메다.
- 제5권 – 케페우스 왕궁에서 페르세우스의 결투, 헬리콘에서 무사이와 만난 미네르바, 프로세르피나 강간, 아레투사, 트립톨레무스.
- 제6권 – 아라크네; 니오베; 리키아의 농부들; 마르시아스; 펠롭스; 테레우스와 프로크네, 필로멜라; 보레아스와 오레이티아.
- 제7권 – 메데아와 이아손, 메데아와 아이손, 메데아와 펠리아스, 테세우스, 미노스, 아이아쿠스, 아이기나의 역병, 미르미도네스, 케팔루스와 프로크리스.
- 제8권 – 스킬라와 미노스, 미노타우루스, 다이달루스와 이카루스, 페르딕스, 멜레아그로스와 칼리돈의 멧돼지, 알타이아와 멜레아그로스, 아켈로오스와 님프, 필레몬과 바우키스, 에리시크톤과 그의 딸.
- 제9권 – 아켈로우스와 헤르쿨레스; 헤르쿨레스와 네수스, 데이아니라; 헤르쿨레스의 죽음과 신격화; 헤르쿨레스의 탄생; 드리오페; 이올라우스와 칼리로에의 아들; 비블리스; 이피스와 이안테.
- 제10권 – 오르페우스와 에우리디케, 키파리수스, 가니메데스, 히아킨투스, 피그말리온, 미르라, 베누스와 아도니스, 아탈란타.
- 제11권 – 오르페우스의 죽음, 미다스, 트로이아의 건국과 멸망, 펠레우스와 테티스, 다이달리온, 펠레우스의 소떼, 케익스와 알키오네, 아이사쿠스.
- 제12권 – 트로이아 원정대, 아킬레스와 키그누스, 카이네우스, 라피타이와 켄타우루스의 전투, 네스토르와 헤르쿨레스, 아킬레스의 죽음.
- 제13권 – 아이약스와 울릭세스, 아킬레스의 무구; 트로이아 함락; 헤쿠바와 폴릭세나, 폴리도루스; 멤논; 아이네아스의 순례; 아키스와 갈라테아; 스킬라와 글라우쿠스.
- 제14권 – 스킬라와 글라우쿠스(이어서), 아이네아스의 순례(이어서), 키르케의 섬, 피쿠스와 카넨스, 아이네아스의 승리와 신격화, 포모나와 베르툼누스, 초기 로마 전설, 로물루스의 신격화.
- 제15권 – 누마와 크로토네 건립, 피타고라스의 철학, 누마의 죽음, 히폴리투스, 키푸스, 아이스쿨라피우스, 율리우스 카이사르의 신격화, 맺는말.[11][12]

## 주제
이야기 안에 각양각색의 장르와 구분은 《변신 이야기》의 다양한 주제를 보여준다. 학자 스티븐 M. 휠러는 "탈바꿈, 변화무쌍, 사랑, 폭력, 예술성, 권력은 비평가들이 수년간 제시해 온 주제들 중 일부에 지나지 않음"에 주목하였다.

### 탈바꿈
| “ | In nova fert animus mutatas dicere formas / corpora; | ” |
|   | — 오비디우스, 《변신 이야기》 제1권, 1-2행           |   |

탈바꿈 혹은 변신은 《변신 이야기》에서 삽화 간의 통일된 주제이다. 오비디우스는 시의 첫 줄에서 그 중요성을 분명히 드러낸다: In nova fert animus mutatas dicere formas / corpora;("새로운 몸으로 변신한 형상들을 노래하라고 내 마음 나를 재촉하니,") 이 주제에 종종 수반되는 것이 폭력으로, 자연 경관의 일부로 변신하는 희생자에게 가해진다. 이 주제는 사냥꾼과 쫓기는 자 사이의 충분히 탐구된 대립을 예술과 자연 사이의 주제적 긴장과 결합시킨다.
일어나는 탈바꿈의 종류는 인간에서 무생물(닐레우스), 별자리(아리아드네의 왕관), 동물(페르딕스)로; 동물(개미)과 균류(버섯)에서 인간으로, 성별(하이에나), 색깔(조약돌) 등 매우 다양하다. 변신 이야기 그 자체가 시 안에서 문법적이거나 서술적인 변형을 통해 종종 메타텍스트적으로 위치하기도 한다. 그 밖에도, 변신은 유머나 부조리로 발전되는데, 이것은 천천히 "독자가 자신이 변신하는 것을 깨닫는다"거나 변신의 진정한 본질이 의심되거나 전복되는 것이다. 이 현상은 단지 오비디우스가 폭넓게 사용하는 환상과 위장의 한 측면에 지나지 않는다.

## 참고 문헌

### 영어 번역
- 《Metamorphoses》. 번역 A. D. 멜빌. 서문 및 주석 E. J. 케니. 옥스퍼드: 옥스퍼드 대학교 출판부. 2008. ISBN 978-0-19-953737-2.

### 한국어 번역
《변신 이야기 : 라틴어 원전 번역》. 번역 천병희 제2판. 파주: 도서출판 숲. 2017. ISBN 978-89-91290-80-8.